# Petalidium spiniferum
Petalidium spiniferum är en akantusväxtart som beskrevs av C. B. Cl.. Petalidium spiniferum ingår i släktet Petalidium och familjen akantusväxter. Utöver nominatformen finns också underarten P. s. obtusa.